# Podnoszenie ciężarów na Letnich Igrzyskach Olimpijskich 2024 – waga ponad 81 kg kobiet
Rywalizacja w wadze powyżej 87 kg kobiet w podnoszeniu ciężarów na Letnich Igrzyskach Olimpijskich 2024 została rozegrana w dniu 10 sierpnia 2024 roku na terenie hali Paris Expo Porte de Versailles.

## Terminarz
| Data        | Godzina |       |
| ----------- | ------- | ----- |
| 10 sierpnia | 16:00   | Finał |

## Wyniki
| Pozycja | Zawodniczka         | Reprezentacja     | Rwanie | Rwanie | Rwanie | Rwanie | Podrzut | Podrzut | Podrzut | Podrzut | Wynik |
| Pozycja | Zawodniczka         | Reprezentacja     | 1      | 2      | 3      | Wynik  | 1       | 2       | 3       | Wynik   | Wynik |
| ------- | ------------------- | ----------------- | ------ | ------ | ------ | ------ | ------- | ------- | ------- | ------- | ----- |
| złoto   | Li Wenwen           | Chiny             | 130    | 136    | —      | 136    | 167     | 173     | 174     | 173     | 309   |
| srebro  | Park Hye-jeong      | Korea Południowa  | 123    | 127    | 131    | 131    | 163     | 168     | 173     | 168     | 299   |
| brąz    | Emily Campbell      | Wielka Brytania   | 119    | 123    | 126    | 126    | 162     | 169     | 174     | 162     | 288   |
| 4       | Lisseth Ayoví       | Ekwador           | 117    | 121    | 123    | 123    | 156     | 160     | 162     | 160     | 283   |
| 5       | Mary Theisen-Lappen | Stany Zjednoczone | 115    | 118    | 119    | 119    | 155     | 162     | 165     | 155     | 274   |
| 6       | Duangaksorn Chaidee | Tajlandia         | 120    | 120    | 120    | 120    | 152     | 156     | 160     | 152     | 272   |
| 7       | Halima Abbas        | Egipt             | 110    | 115    | 118    | 115    | 135     | 140     | 145     | 145     | 260   |
| 8       | Naryury Pérez       | Wenezuela         | 114    | 117    | 117    | 114    | 140     | 145     | —       | 145     | 259   |
| 9       | Crismery Santana    | Dominikana        | 111    | 115    | 118    | 118    | 140     | 140     | 140     | 140     | 258   |
| 10      | Tursunoy Jabborova  | Uzbekistan        | 112    | 116    | 118    | 118    | 133     | 138     | 138     | 133     | 251   |
| 11      | Iuniarra Sipaia     | Samoa             | 100    | 105    | 110    | 105    | 141     | 141     | 148     | 141     | 246   |
| 12      | Nurul Akmal         | Indonezja         | 105    | 110    | 110    | 105    | 140     | 145     | 151     | 140     | 245   |